# 探長 (香港)
探長是香港警察職級中兩個曾經存在的刑事偵緝處員佐級職級的稱謂：
刑事偵緝甲級高級警長（英語：Detective Staff Sergeant I，縮寫），俗稱總探長，職級位於刑事偵緝高級警長之上。
刑事偵緝高級警長（英語：Detective Staff Sergeant II，縮寫），俗稱探長，職級位於刑事偵緝高級警目之上。
深受香港電影影響，在廣義上，探長一詞可以引申至對應世界各地的警察部門中負責偵緝的較高級人員。受到香港演員曹達華於1960年代飾演探長的角色，探長一詞深入大中華世界的民心，後來廣泛流行及被使用。

## 歷史

### 刑事偵緝處成立
1923年，刑事偵緝處成立，除了負責偵緝調查罪案及拘捕疑犯外，同時管理部分香港市民政策事務。當時，警探隊的英籍警官都駐守於總部（俗稱大館，即舊中區警署），主要負責安排文件及下達命令等案頭事務。環頭差館的雜差房領導基本上為探長；環尾差館的雜差房領導多為高級探目或者探目。這些探長當時數目非常少，直接負責整個環頭的治安，對各個環頭（即今警區）的社團都非常熟悉。從此各環頭探長制衡著各大幫會以及社團。探長和地區人士的關係微妙，在相互配合下，建立起另類的默契，故此當時極少發生嚴重罪案。只要地區人士不去騷擾工商業界及中上層市民，如謀殺、持械行劫及綁架等的嚴重罪行，他們的偏門行業便不會受到太大壓制。

### 總探長設立
1949年7月，警察隊增設了總探長職級，將當時表現最為出色的探長姚木和李就勝分別晉升成為香港及九龍區兩區首兩位總探長，直接向獨立運作的刑事偵緝處處長負責，總探長有權力調度全體的偵探人員，使到權力更為集中。探員的數目亦有所增加了，多數由表現出色的軍裝部人員轉任。
1950年代至1960年代，警探隊對警察隊內部及社會的影響力尤為人所注意。基於與社會有較為緊密的接觸，華裔探長的地位特別崇高，出現「位低權重」的現象。
1950年代，4名探長負責處理三合會問題。由於所有的地區勢力都不敢挑戰4名探長，他們極受地區華人的敬畏。1951年，姚木退休，由劉福接任；隨後張榮錦接任九龍區。1956年之前，4名探長包括九龍區探長劉福（1951年獲得晉升為總探長，駐守油麻地警署）、黎民祐、梁德霖（曾駐守深水埗警署，1964年於大澳警署時退休）和新界區探長呂樂。
探長呂樂由於熟悉14K和新義安的活動，而且和有國民黨背景的主持向前關係密切，故此受到警察隊的高層注意。擁有中學畢業學歷，通曉7種語言，可以英語直接與外籍警官溝通的藍剛同樣具有優勢。1956年，呂樂當上新界區探長。1958年，劉福退休後，呂樂升任為香港區總探長，以38歲的他來說，最少可以出任這崗位多12年，直到退休年齡50歲為止，從此呂樂便登上警探隊內最具權力和調度力量的地位。
當時，每環頭各設探長一名，後各總環漸次增設總探長各一名。這種制度的轉變，使得本來分散的幫派不再由個別探長的控制，全部幫派都隨從於呂樂一人的壟斷控制。從此，幫會得以集中壯大，從而滲透至社會的不同角落。其他同時期出身的探長，眼見管治模式改變，三合會難於管理，警探隊亦分幫成派。屬潮州人的呂樂得到重用，連帶其同鄉及下屬如顏雄等均獲晉升為探長，並且駐守俗稱的「大環頭」（所謂油水區，代表能獲得很多利益的地區）。此舉使到五邑的偵探人員勢力遭受削弱，變得意興闌珊，於是多在1964年前或45歲時提早退休。第二次世界大戰後至1964年，剛好是20年後，正式達到最基本的退休年齡要求，梁德霖便是例子之一。

### 引發民生問題
1959年開始，位於灣仔、佐敦及油麻地的娛樂場所和非法賭檔的數目大增，帶來嚴重的社會問題，使香港傳媒作出嚴厲批評。當時，呂樂和各大社區的主持皆有聯絡。貪腐的外籍警官 (如總警司葛柏和警司韓德等)，只顧及自身利益，絲毫不顧民情，讓那些本為香港地域性的社團，壯大演變成聲名狼藉的三合會，遠播世界。這些不法社團包括前中華民國設於廣州的情報機關14K、中、上環一帶碼頭搬運工所成立的五邑工會和合圖、以潮州水上人為主的同鄉會新義安及原為安樂汽水廠職工工會的水房。

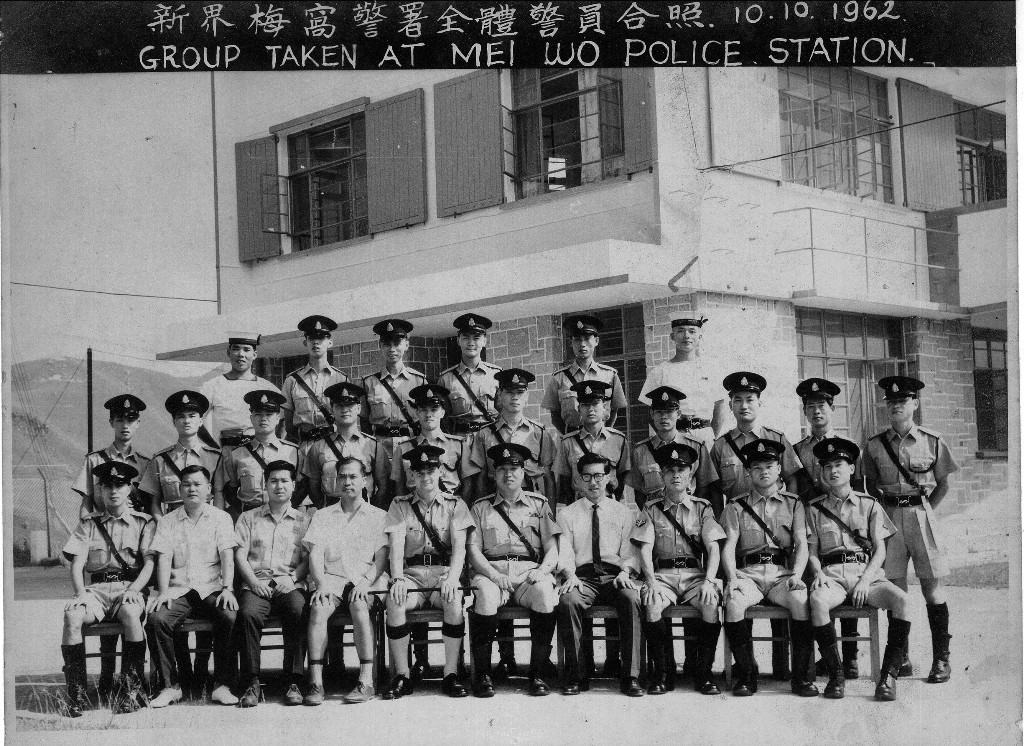
1962年，梅窩警署署長為外籍高級督察，右二結領帶者為師爺，左為探長，其旁為探員。

1962年，藍剛在九龍區升任為總探長，隨即與呂樂對調位置，本來的目的是想削弱呂樂所種下的地區勢力。可惜貪污洪流未有因此而遏止。於1969年7月，鄧耘升任為總探長，接任香港區。藍剛知道政府高層開始重視警隊的貪污風氣，故申請提早退休。
從此，罪惡場所充斥香港，灣仔、佐敦及上海街一帶，五步一樓、十步一閣，社會環境污穢不堪。雖然在香港報章上不時可以讀到警察破獲白粉窟及探長連破大案等的消息，而事實上，部份的反罪惡行動，都是在警察與黑社會合作下所炮製的煙霧，俗稱為「大龍鳳」。當時所有娛樂場所，包括煙檔、白粉棚仔、紅丸檔、地下賭場、酒簾、音樂廳、浴池、美容院及妓寨娼寮等，皆會以低級幫眾為持牌人作代罪羔羊，僱主在幕後操縱，由其到法院接受審判，頂替僱主坐牢。對於黑社會來說，凡有位高權重的總探長作擔保，均不害怕在制度上更為高級的外籍警官；對於總探長來說，在黑社會的協助下，罪案舉手可破，好在高層面前有所表現。對於外籍警官來說，只要能够獲取利益和免費娛樂，於社會秩序在表面上沒有遭受破壞下，都不會左右下屬的違法行為。
然而，香港政府發現黑社會的勢力愈見壯大，警察隊更是被黑社會的四大家族（新義安、14K、和合圖及水房）滲透到無法控制的地步。當時有35%的香港警察有三合會的背景。在此情況下，警務處處長亦無法有效地指揮警察隊，基層華籍人員全順從於總探長。這種互相勾結的氛圍，使警察隊成為貪污最嚴重的香港政府部門。當時的總探長，其警銜與權力絕對是不相稱。儘管是外籍警官，亦有所顧忌。這些總探長和下屬，合伙在大街小巷開業食肆及酒樓等，而非法場所，例如外圍賽狗及賽馬博彩投注站、妓院及白粉檔等都在幕後由總探長包庇。由於擁有既龐大又豐厚的身家，總探長們於當年都成為了社會上的名流，諸如體育會會長和慈善家等。

### 整頓風氣

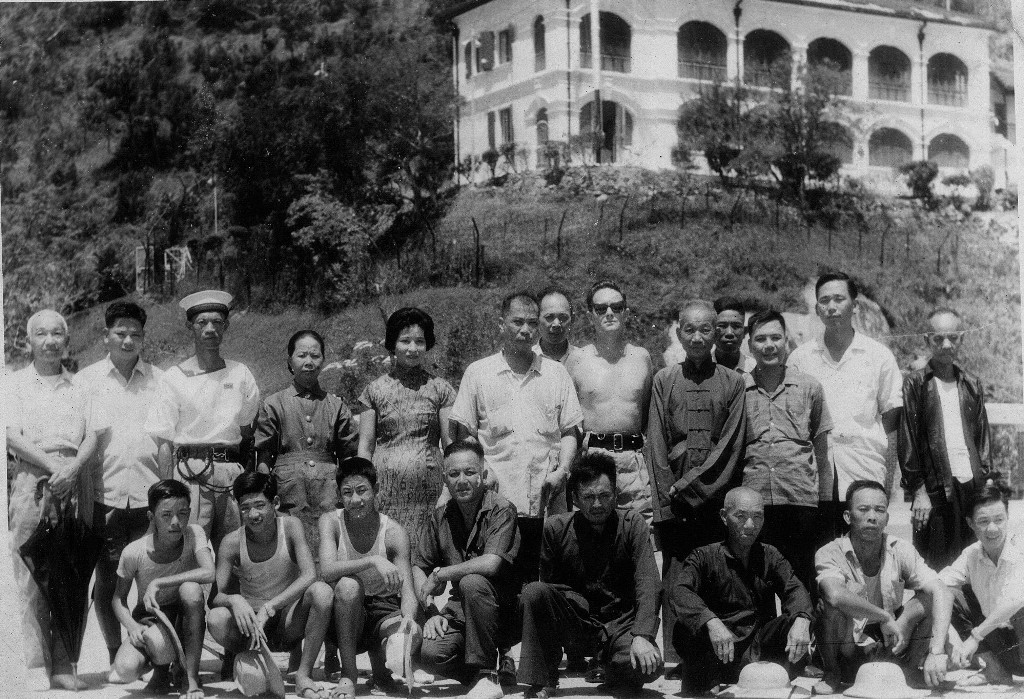
1964年，大澳警署同袍及鄉村代表歡送探長梁德霖光榮退休。

1963年起，在民眾強烈不滿、市政局議員葉錫恩積極行動及香港傳媒輿論壓力下，香港政府基於其統治出現空前壓力，開始着手處理貪污問題，在警察隊成立反貪污部（俗稱為棺材舖；Anti Corruption Branch）。公職人員公然貪污的惡習稍為收歛；不過集團式的貪污仍然在暗中運動。
1966年，發生天星小輪加價事件，同年4月6日，事件發起人蘇守忠受審，數百人向油麻地警署投擲石頭及玻璃瓶，次日數百人更企圖向油麻地警署及旺角警署縱火。導致駐港英軍需要出動，協助警察維持社會秩序。其後六七暴動接著發生，新上任的警務處處長薛畿輔大肆改革警察，決心重新整頓架構，又增加薪俸及警察力量。其中最基本的改革是創造警署警長職級，讓年輕的非憲委級人員出任，用以取締高級警長及甲級高級警長，以重新取回行動及崗位調派的直接控制權力，減少員佐級人員濫用權力的情況，清除警察隊的貪污文化。與此同時，香港政府着手草擬反貪污法例。然而，時任香港總督戴麟趾堅決拒絕成立獨立反貪污機構。

### 撤銷探長
1968年，48歲的呂樂申請提早退休。警隊內的貪污瀆職依然，幫派勢力繼續強勁，香港在快速現代化的發展下，黃賭毒禁之不絕。其後，港督戴麟趾卸任，外交官出身的麥理浩爵士接任。他發現政府集團式的貪污問題俗之成風，隨即領首大力打擊貪污。如是踏入1970年代，各探長紛紛提早申請退休。
貪污的探長知道隻手遮天的勢力不復再，相繼於廉政公署成立前提早退休，並且移民免被秋後算帳。大部份移民到加拿大，當中至少有44名（包括四大總探長及40名探長）於1970年代被廉政公署追查的前警務人員及其家人，移民到溫哥華或多倫多。加拿大警察稱上述的人士為「百萬富豪警察」，其中有30人在卑詩省投資了13間公司，並且在大溫哥華區域局範圍內購買了約50座物業，包括房屋、商業樓宇、空地及商場等。此外，有四人在多倫多興建了一間有600個房間的酒店。由於眾人透過不同渠道洗錢，故此加拿大的警察未能作出拘捕。
1973年，警察隊進行了重大的架構重整及制度改革；刑事偵緝處被撤消，轉為刑事偵緝部，職級系統與軍裝部結合統一。所有與刑事偵緝相關的部門歸納至行動處，從此成為行動處轄下的一個分支部門，即刑事部，純粹負責刑事偵緝。從此探長及總探長的權力被分散至不同的部門及支隊，各部門基本上由警司級（多數為警司以至高級警司）的人員領導，各支隊基本上由督察級（多數為高級督察以至總督察）的人員負責。原來的刑事偵緝高級警長與刑事偵緝甲級高級警長與軍裝部的高級警長及甲級高級警長合併為警署警長職級，當時的刑事偵緝高級警長全數轉任為警署警長，部份刑事偵緝甲級高級警長擢升為督察（俗稱為經驗幫）。
1974年，總督特派廉政專員公署成立，直接向香港總督負責，獨立於警務處，警察貪污問題逐步解決。

## 大事記
- 三狼案
- 油麻地果欄案

## 知名人員

### 刑事偵緝甲級高級警長
| 姓名   | 籍貫     | 備註     |
| ------ | -------- | -------- |
| 呂樂   | 廣東海豐 |          |
| 姚木   | 廣東潮陽 |          |
| 藍剛   | 廣東潮陽 |          |
| 劉福   | 廣東東莞 | [ 註 1 ] |
| 韓森   | 廣東東莞 |          |
| 李就勝 | 廣東東莞 |          |
| 陳全   | 廣東東莞 |          |
| 鄧耘   | 廣東開平 |          |
| 劉振斯 |          | [ 註 2 ] |

### 刑事偵緝高級警長
- 黎民祐
- 黃水：退休後皈依，於灣仔開家齋菜館。[9]
- 顏雄
- 石堆
- 周雲川
- 陳殷
- 陳立
- 鄧生：詠春體育會創辦人，1969年成立中國國術總會，為其首任會長，當時的首席顧問是韋基舜。
- 石磊
- 鄧耕
- 王明星
- 鍾長有
- 何成端
- 尹濤
- 黃明
- 張榮樹
- 馬文亮
- 張榮錦
- 劉昌華

## 軼聞
當時，希望獲晉升為探長，除了資歷、才幹、功績及人際關係是必要條件。因此，與偏門人士關係良好的高級探目，比較容易得到各大幫派的金錢資助，用作升級。一旦成功升任探長後，從此便互相關照，給予若干的特別權力，作為是報酬。剛上任的探長，皆因為需要功績以證明其能力，通常都會向黑社會作出「買案」之舉。
當年欲投取油麻地環頭一任兩年期的探長一職，須付數十萬元港元，價高者得。有時候，探長會獲推薦升任督察。獲推薦的須到警察訓練學校接受訓練，合格者方能夠升級。不欲合格升級的人，或會賄賂教官，據說不合格費用為20,000多元。
1950年代，一般謀殺案的兇手會被判以繯首死刑，若有門路搭通探長，花費約200,000港元，可以安排「替死鬼」頂替之。「替死鬼」的家屬所收穫的安家費為30,000至50,000港元，餘額均會轉進探長帳中。

## 備註
1. ↑  前南華守門員劉建中為其侄兒。
2. ↑  曾經駐守於政治部及毒品調查科，於1981年6月被廉政公署調查後逃逸台灣，為香港最後一名總探長。

## 外部連結
- 探長貪污案 （页面存档备份，存于）